# آرثر دبليو. موراي
آرثر دبليو. موراي (بالإنجليزية: Arthur W. Murray)‏ هو طيار وطيار اختبار أمريكي، ولد في 26 ديسمبر 1918 في كريسون في الولايات المتحدة، وتوفي في 25 يوليو 2011 في ويست في الولايات المتحدة.